# Konstanty Moldenhawer

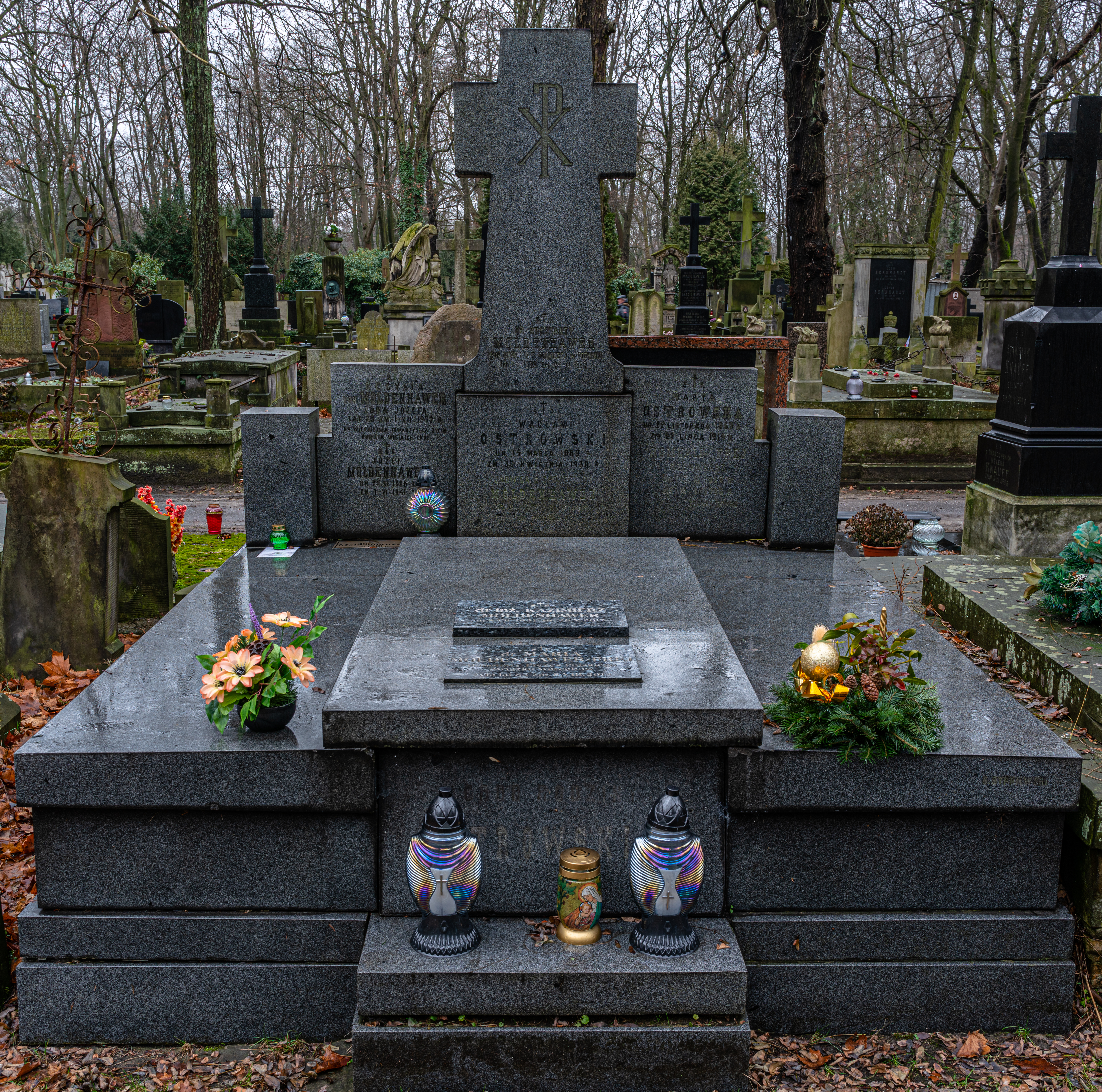
Grób Konstantego Moldenhawera na cmentarzu Powązkowskim w Warszawie

Konstanty Włodzimierz Moldenhawer (ur. 11 stycznia 1889 w Warszawie, zm. 24 listopada 1962 w Poznaniu) – polski fitogenetyk.

## Życiorys
Urodził się w rodzinie Aleksandra Edwarda Konstantego h. wł., sędziego okręgowego, i Amalii Janiny z Ostrowskich h. Dąbrowo-Korab. Jego bratem był Józef Franciszek Robert (1886–1941), prawnik, siostrą - Maria Magdalena (1891–1981), żona Gustawa Potworowskiego. Ukończył szkołę Edwarda Rontalera, a następnie wyjechał do Wrocławia, gdzie studiował rolnictwo na tamtejszym uniwersytecie. W 1911 uzyskał dyplom agronoma i odbył roczną praktykę rolną na Dolnym Śląsku, od 1912 pracował w firmie „K. Buszczyński & M. Łążowski” w Niemierczu na Podolu. W 1914 objął etat asystenta prof. Kazimierza Miczyńskiego w Akademii Rolniczej w Dublanach, następnie współpracował z prof. Marianem Raciborskim. W 1919 wyjechał do Warszawy, gdzie przez rok był asystentem w Sekcji Nasiennej Centralnego Towarzystwa Rolniczego. Od 1920 był adiunktem w Katedrze Uprawy Roli i Roślin Uniwersytetu Poznańskiego, rok później przedstawił pracę doktorską i uzyskał tytuł doktora nauk rolniczych. W 1925 uzyskał na Wydziale Rolniczym Uniwersytetu Jagiellońskiego stopień doktora habilitowanego w dziedzinie genetyki i hodowli roślin, a następnie pracował w majątku Wapno, gdzie pracował dla zakładów „Solvay”. W 1928 powierzono mu funkcję kierownika sekcji nasiennictwa w Pomorskiej Izbie Rolniczej w Toruniu. W 1930 przeprowadził się do Motycza, gdzie pracował w Stacji Hodowli Nasion Buraka Cukrowego. Od 1935 zasiadał w działającej przy Ministrze Skarbu Komisji Klasyfikacji Gruntów Ornych, ale po dwóch latach ponownie zamieszkał w Poznaniu, gdzie powierzono mu etat docenta i funkcję kierownika Katedry Genetyki i Hodowli Roślin Uniwersytetu Poznańskiego.
Po wybuchu II wojny światowej okupanci przeprowadzili we wrześniu 1939 akcję wysiedlania ludności z Poznania, Konstanty Moldenhawer wyjechał wówczas do Warszawy, gdzie pracował przy hodowli roślin.
W 1945 powrócił do Poznania, gdzie na Uniwersytecie powierzono mu zorganizowanie przy Wydziale Rolniczo-Leśnym Katedry i Zakładu Genetyki i Hodowli Roślin, równocześnie został kierownikiem tego zakładu. Początkowo był docentem i wykładowcą kontraktowym, a od 1948 profesorem tytularnym. W 1951 Wydział Rolniczo-Leśny stał się samodzielną Wyższą Szkołą Rolniczą, trzy lata później Konstanty Moldenhawer został profesorem nadzwyczajnym, a w 1957 profesorem zwyczajnym. Rok wcześniej kierowana przez niego katedra zaczęła podlegać Wydziałowi Ogrodniczemu, pracował tam do przejścia na emeryturę w 1960. Od końca lat 40. współpracował z Instytutem Hodowli i Aklimatyzacji Roślin, gdzie kierował Zakładem Roślin Oleistych.
Ponadto był kierownikiem Pracowni Paleobotanicznej Instytutu Historii Kultury Materialnej Polskiej Akademii Nauk, członkiem Polskiej Akademii Umiejętności, Polskiego Towarzystwa Botanicznego, Polskiego Towarzystwa Archeologicznego, Polskiego Towarzystwa Przyrodników im. Kopernika, Poznańskiego Towarzystwa Przyjaciół Nauk.
Dorobek naukowy Konstantego Moldenhawera stanowi ponad 200 prac naukowych z dziedziny genetyki roślin i paleobotaniki, doprowadził do wyodrębnienia 17 odmian oleistych roślin uprawnych. 
Od 16 marca 1924 był mężem Jadwigi z Chojeckich h. Lubicz (1898–1979), z którą miał troje dzieci: Andrzeja Aleksandra (ur. 1926), Marię Teresę (ur. 1928) i Kazimierza (ur. 1931).
Zmarł w Poznaniu, spoczywa w grobowcu rodzinnym na cmentarzu Powązkowskim w Warszawie (kwatera 72-5-17,18).

## Ordery i odznaczenia
- Krzyż Komandorski Orderu Odrodzenia Polski
- Złoty Krzyż Zasługi (13 lipca 1955)[5]
- Medal 10-lecia Polski Ludowej (31 marca 1955)[6]

## Nagrody
- Nagroda Państwowa III stopnia (zespołowa) za wyhodowanie odmian słonecznika prążkowanego oleistego, rącznika, słonecznika pastewnego i kukurydzy Złotej Góreckiej oraz za wprowadzenie do produkcji dwóch roślin oleistych: pachnotki i kapusty abisyńskiej (1952)[7]